# Flärktjärnen (Tåsjö socken, Ångermanland)
Flärktjärnen är en sjö i Strömsunds kommun i Ångermanland och ingår i Ångermanälvens huvudavrinningsområde.